# Dinamarca en los Juegos Paralímpicos de Toronto 1976
Dinamarca estuvo representada en los Juegos Paralímpicos de Toronto 1976 por un total de 21 deportistas, 19 hombres y dos mujeres.

## Medallistas
El equipo paralímpico danés obtuvo las siguientes medallas:
| Nombre                     | Deporte       | Evento                           |
| -------------------------- | ------------- | -------------------------------- |
| Oro                        |               |                                  |
| Jørn Nielsen               | Atletismo     | 1500 m E1 masculino              |
| Jørn Nielsen               | Atletismo     | Fútbol de precisión E1 masculino |
| Jørn Nielsen               | Atletismo     | Fútbol de distancia E1 masculino |
| Plata                      |               |                                  |
| —                          |               |                                  |
| Bronce                     |               |                                  |
| Henning Erikson            | Atletismo     | 1500 m marcha B masculino        |
| Equipo                     | Golbol        | Torneo masculino                 |
| Bjarne Eriksen Erik Funder | Tenis de mesa | Dobles 1C masculino              |